# Sparkasse Hamm
Die Sparkasse Hamm ist eine Sparkasse in Nordrhein-Westfalen mit Sitz in Hamm. Sie ist eine Anstalt des öffentlichen Rechts.

## Geschäftsgebiet und Träger
Das Geschäftsgebiet der Sparkasse Hamm umfasst die kreisfreie Stadt Hamm, welche auch Trägerin der Sparkasse ist.

## Geschäftszahlen
Die Sparkasse Hamm wies im Geschäftsjahr 2023 eine Bilanzsumme von 2,34 Mrd. Euro aus und verfügte über Kundeneinlagen von 1,799 Mrd. Euro. Gemäß der Sparkassenrangliste 2023 liegt sie nach Bilanzsumme auf Rang 210. Sie unterhält 16 Filialen/Selbstbedienungsstandorte und beschäftigt 342 Mitarbeiter.

## Sparkassen-Finanzgruppe
Die Sparkasse Hamm ist Teil der Sparkassen-Finanzgruppe und gehört damit auch ihrem Haftungsverbund an. Er sichert den Bestand der Institute und sorgt dafür, dass sie auch im Fall der Insolvenz einzelner Sparkassen alle Verbindlichkeiten erfüllen können. Die Sparkasse vermittelt Bausparverträge der regionalen Landesbausparkasse, offene Investmentfonds der Deka und Versicherungen der Provinzial NordWest. Im Bereich des Leasing arbeitet die Sparkasse Hamm mit der  Deutschen Leasing zusammen. Die Funktion der Sparkassenzentralbank nimmt die Landesbank Hessen-Thüringen wahr.